# Polytrichum glaucinum
Polytrichum glaucinum là một loài rêu trong họ Polytrichaceae. Loài này được (Besch.) Müll. Hal. mô tả khoa học đầu tiên năm 1900.